# Liste von Choral-Synagogen
Dies ist eine Liste von Choral-Synagogen. Choral-Synagogen werden Synagogen fast ausschließlich im Russischen Kaiserreich genannt, die ab der Mitte des 19. Jahrhunderts bis zum Ersten Weltkrieg gebaut wurden.
Der Name kommt daher, dass ein Chor wesentlicher Bestandteil der Zeremonie ist. Außerdem gab es weitere Veränderungen gegenüber den traditionellen Synagogen, wie die Anordnung der Bima statt in der Mitte nahe dem Toraschrein. Diese Veränderungen waren aber nicht durchgängig in allen Choral-Synagogen.
Als Erbauungsjahr wird das Jahr der Fertigstellung angegeben.
Staat: Belarus Lettland Litauen Polen Rumänien Russland Ukraine
| Stadt          | Heutiges Staatsgebiet | Name                   | Erbaut | Bemerkung                                                                                    | Bild       |
| -------------- | --------------------- | ---------------------- | ------ | -------------------------------------------------------------------------------------------- | ---------- |
| Jelgava        | Lettland              | Große Synagoge         | 1864   | Gleich nach Besetzung Jelgavas von deutschen Truppen niedergebrannt.                         | Circa 1900 |
| Riga           | Lettland              | Große Choral-Synagoge  | 1871   | Nach Besetzung Rigas von deutschen Truppen niedergebrannt. Die Mauerreste sind Gedenkstätte. | Circa 1930 |
| Kaunas         | Litauen               | Choral-Synagoge        | 1872   |                                                                                              | 2013       |
| Šiauliai       | Litauen               | Choral-Synagoge        | 1871   | Im WW II zerstört.                                                                           | 1944       |
| Vilnius        | Litauen               | Choral-Synagoge        | 1903   | Einziger noch existierende jüdischer Sakralraum in Vilnius.                                  | 2008       |
| Białystok      | Polen                 | Choral-Synagoge        | 1834   | 1943 zerstört.                                                                               |            |
| Bukarest       | Rumänien              | Choral-Tempel          | 1867   | Größte Synagoge Rumäniens.                                                                   | 2006       |
| Moskau         | Russland              | Choral-Synagoge        | 1906   |                                                                                              | 2017       |
| Samara         | Russland              | Choral-Synagoge        | 1908   |                                                                                              | 2008       |
| St. Petersburg | Russland              | Große Choral-Synagoge  | 1893   |                                                                                              | 2015       |
| Berdytschiw    | Ukraine               | Choral-Synagoge        | 1860   | Äußere Form durch Umbauten verändert.                                                        | 2013       |
| Bila Zerkwa    | Ukraine               | Große Synagoge         | 1860   | Umgebaut und heute Fachhochschule.                                                           | 2018       |
| Charkiw        | Ukraine               | Choral-Synagoge        | 1913   | Ab 1923 Arbeiterklub und Kino; heute wieder als Synagoge genutzt.                            | 2008       |
| Dnipro         | Ukraine               | Goldene-Rosen-Synagoge | 1868   | Ab 1924 Arbeiterklub und Lagerhaus; 1996 Rückgabe an die jüdische Gemeinde.                  | 2015       |
| Drohobytsch    | Ukraine               | Choral-Synagoge        | 1865   | Nach Jahren des Verfalls ab 2014 renoviert.                                                  | 2018       |
| Kiew           | Ukraine               | Brodsky-Synagoge       | 1898   | Nach 1926 Künstlerklub, Puppentheater. 1997 Rückgabe an die jüdische Gemeinde.               | 2007       |
| Krywyj Rih     | Ukraine               | Choral-Synagoge        | 1899   | Existiert nicht mehr                                                                         | 1904/08    |
| Mariupol       | Ukraine               | Choral-Synagoge        | 1882   | Ruine nach Dacheinsturz in den 1990er Jahren                                                 | 2019       |
| Odessa         | Ukraine               | Or-Sameach-Synagoge    | 1860   | Erste als Choral-Synagoge erbaute Synagoge.                                                  | 2011       |
| Odessa         | Ukraine               | Brodsky-Synagoge       | 1868   |                                                                                              | vor 1906   |
| Tschernihiw    | Ukraine               | Choral-Synagoge        | 1864   | Seit den 1930er Jahren als Pionierpalast, seit 1988 als Theater genutzt.                     | 2020       |
| Brest          | Belarus               | Choral-Synagoge        | 1861   | 1959 zu Kino umgestaltet; auch Äußeres völlig verändert.                                     | 1915       |
| Hrodna         | Belarus               | Große Synagoge         | 1905   | Renoviert.                                                                                   | 2019       |
| Minsk          | Belarus               | Choral-Synagoge        | 1906   | Heute Nationaltheater; auch Äußeres völlig verändert.                                        | Circa 1910 |

## Weitere Choralsynagogen
| Stadt            | Heutiges Staatsgebiet | Name                   |
| ---------------- | --------------------- | ---------------------- |
| Baku             | Aserbaidschan         | Choral-Synagoge        |
| Cherson          | Ukraine               | Große Synagoge         |
| Chișinău         | Republik Moldau       | Choral-Synagoge        |
| Daugavpils       | Lettland              | Choral-Synagoge        |
| Feodossija       | Ukraine               | Choral-Synagoge        |
| Kropywnyzkyj     | Ukraine               | Choral-Synagoge        |
| Liepāja          | Lettland              | Choral-Synagoge        |
| Nischni Nowgorod | Russland              | Choral-Synagoge        |
| Mykolajiw        | Ukraine               | Große Synagoge         |
| Odessa           | Ukraine               | Dritte Choral-Synagoge |
| Poltawa          | Ukraine               | Choral-Synagoge        |
| Rostow am Don    | Russland              | Choral-Synagoge        |
| Schytomyr        | Ukraine               | Choral-Synagoge        |
| Smolensk         | Russland              | Choral-Synagoge        |
| Tallin           | Estland               | Große Choral-Synagoge  |
| Tomsk            | Russland              | Choral-Synagoge        |
| Wizebsk          | Belarus               | Choral-Synagoge        |